# 臺灣裔加拿大人
臺灣裔加拿大人是指来自臺灣，並且入籍成為加拿大公民的人士，亦有觀點認為是華裔加拿大人的一個群體。根據2001年加拿大普查統計局資料，該年加拿大共有70,790位在臺灣出生的移民。
與臺灣裔美國人相比，臺灣裔加拿大人歷史並不悠久，除了二十世紀期間的排華法案導致移民不易之外，當時加國的華人也主要以香港人和早期移居的華人居多，臺灣人自1980年代才開始較大規模的移民加國，在1990年代達到高峰。由於來自臺灣的移民的經濟及教育程度良好，所以主要聚居於大城市周邊比較高級的住宅區，例如卑詩省的溫哥華地區和安大略省的多倫多地區，亞伯達省的卡加利地區也有一定規模的臺灣人社區。

## 知名人士
- 蔡阿信：台灣第一位女醫生，極少數在日治時代移民者
- 彭威禮：天文學家
- 東方白：作家
- 康安禮：現任卑詩省省議會議員（2017年5月9日至今）
- 陳葦蓁：現任卑詩省省議會議員（2017年5月9日至今）
- 馬博文：現任卑詩省省議會議員（2017年5月9日至今）
- 徐乃麟：藝人
- 彭于晏：藝人
- 高以翔：藝人
- 藍鈞天：藝人
- 張又天：藝人
- 周明璟：主持人
- 林嘉欣：藝人
- 劉憲華：歌手（Super Junior-M前成員，父親為香港人，母親為臺灣屏東縣人）
- 薛仕凌：歌手
- 趙又廷：藝人
- 洪榮宏：歌手
- 紀佳松：歌手
- 余祥銓：余天與李亞萍之子
- 吳季剛：服裝設計師
- 葉蒨文：藝人
- 王祖賢：藝人
- 王以綸：藝人
- 馬振桓：藝人
- 祝鏘博：藝人
- 張卓楠：藝人
- 邰智源：藝人
- 蔣友柏：蔣中正曾孫
- 蔣友常：蔣中正曾孫
- 蔣友青：蔣中正曾孫
- 劉冠軍：前國安局上校，涉嫌侵占國安局密帳，潛逃加拿大至今未歸，遭中華民國政府通緝
- 蘇陳端：藝名貴婦奈奈，知名部落客，涉嫌吸金上億元，與丈夫等人潛逃加拿大至今未歸，遭中華民國政府政府通緝